# Johannes Steel
Johannes Steel, eigentlich Herbert Stahl, (* 3. August 1908 in Elberfeld, gehört heute zu Wuppertal; † 30. November 1988 in Newton (Connecticut)) war ein deutscher Journalist, der 1933 vor den nationalsozialistischen Machthabern emigrieren musste und ab 1934 in den USA als Zeitungskolumnist, Rundfunkkommentator und Buchautor Karriere machte.

## Leben
Herbert Stahl, der jüdischer Abstammung war, wuchs in Elberfeld auf. Nach dem Abitur studierte er in Heidelberg, Oxford, Genf und Berlin und arbeitete danach als Journalist und Auslandskorrespondent für Zeitungen. Mitte der zwanziger Jahre wurde er Mitglied der SPD. Bereits kurz nach der nationalsozialistischen Machtergreifung musste er 1933 über Frankreich ins Vereinigte Königreich fliehen, wo er im Herbst des Jahres unter dem Autorennamen Johannes Steel ein Buch über das NS-Regime veröffentlichte (Hitler as Frankenstein), das wegen einiger eingetretener Vorhersagen Aufsehen erregte. Anfang 1934 emigrierte er weiter in die Vereinigten Staaten. Es gelang ihm schnell, als Experte für das politische Geschehen in Deutschland beruflich Fuß zu fassen. Erste Artikel von ihm erschienen 1934 in The Nation und anderen Zeitschriften. Die New York Post stellte ihn als foreign editor an und Radiostationen wie WMCA beschäftigten ihn als Kommentator. Daneben verfasste er noch einige Bücher und Broschüren und gab 1947–1948 einen eigenen Nachrichtenbrief heraus, den Johannes Steel Report on World Affairs.
Wegen seiner antinationalsozialistischen Presseartikel und Bücher wurde Herbert Stahl, alias Johannes Steel, Ende Februar 1936 aus dem Deutschen Reich ausgebürgert. Seine in Deutschland (Krefeld) verbliebenen Eltern wurden von der Gestapo überwacht und schikaniert.
Im Februar 1946 kandidierte Johannes Steel, der inzwischen die amerikanische Staatsbürgerschaft angenommen hatte, erfolglos für die linksliberale American Labor Party.

## Werke
- Hitler as Frankenstein, London: Wishart 1933
- The Second World War, New York: Covici, Friede Publishers 1934
- Escape to the present, New York [u. a.]: Farrar & Rinehart 1937 (Autobiografie)
- Men behind the war, a „who´s who“ of our time, New York: Sheridan house 1942, 1943
- The Future of Europe, New York: Holt 1945